# خافيير غيريرو غارسيا
خافيير غيريرو غارسيا (بالإسبانية: Javier Guerrero García)‏ هو سياسي مكسيكي، ولد في 20 أكتوبر 1958 في المكسيك. حزبياً، نشط في الحزب الثوري المؤسساتي. وقد انتخب عضو مجلس النواب المكسيك.